# Nguyễn Phúc Hồng Phó
Nguyễn Phúc Hồng Phó (chữ Hán: 阮福洪付; 20 tháng 4 năm 1833 – 8 tháng 5 năm 1890), tước phong Thái Thạnh Quận vương (泰盛郡王), là một hoàng tử con vua Thiệu Trị nhà Nguyễn trong lịch sử Việt Nam.

## Tiểu sử
Hoàng tử Hồng Phó sinh ngày 1 tháng 3 (âm lịch) năm Quý Tỵ (1833), là con trai thứ ba của vua Thiệu Trị, mẹ là Cửu giai Tài nhân Trương Thị Thúy. Khi còn là hoàng tử, ông là người có học hạnh.
Năm Thiệu Trị thứ 6 (1846), tháng giêng, vua cho triệu các hoàng tử và hoàng đệ chưa được phong tước tất cả 10 người vào làm thơ ở điện Đông Các. Bảy người trong số đó là các hoàng tử Hồng Phó, Hồng Y, Hồng Tố, Hồng Hưu và các hoàng đệ Miên Tằng, Miên Kiền, Miên Lâm đều trúng cách. Tháng 3 (âm lịch) năm đó, vua phong tước ban thưởng cho cả bảy hoàng thân được trúng cách, hoàng tử Hồng Phó được phong làm Thái Quốc công (泰國公).
Năm Tự Đức thứ 25 (1872), tháng 11 (âm lịch), quốc công Hồng Phó đem việc nghèo khó và ốm đau của mình tâu lên vua để xin ban thêm phụ cấp. Vua bảo rằng: "Nhân dân quanh năm vất vả, đổ mồ hôi, đổ máu, mới làm ra được số tiền tài ấy, để cung cấp việc chi tiêu thường cho nước nhà. Trẫm là người giữ của cho thiên hạ, không kể là việc nước hay việc nhà, đều cần phải có mức độ, mới có thể kế tiếp được lâu". Sau đó vua ban cho ông 1000 quan tiền.
Năm Tự Đức thứ 31 (1878), vua tấn phong ông làm Thái Thạnh công (泰盛公).
Năm Thành Thái thứ 2 (1890), ngày 20 tháng 3 (âm lịch), Thái Thạnh công qua đời, thọ 58 tuổi, thụy là Trang Cung (莊恭). Mộ của ông được táng ở Hải Cát (thuộc Hương Trà, tỉnh Thừa Thiên), phủ thờ dựng ở An Cựu (thuộc Hương Thủy).
Bảy năm sau khi ông mất (1897), vua Thành Thái truy phong cho ông làm Thái Thạnh Quận vương (泰盛郡王). Bài điếu văn do nhà vua tế điệu quận vương Hồng Phó như sau:
| Phiên âm: Thừa thiên Hưng vận Hoàn đế chế viết Trẫm duy cổ giả tự luân chi đạo Suy ân mạc trọng ư thân thân Nhơn quân điệu vãng chi nhơn tiến Luật dụng chương phù quí quí Tải kê di điển - đản bá luân âm Tư nhỉ cố Thái Thạnh Quận Vương công Nãi Hiến Tổ Chương Hoàng Đế chi tử dã. | Dịch nghĩa: Thể theo vận trời, Hoàng đế chế rằng: Ta xét người xưa rất trọng đạo thứ tự Xét công ơn không ai hơn trong vòng bà con Nhà vua tế điệu người quá vãng Theo luật phải nghĩ đến bà con gần gũi Xét theo lệ cũ, theo đó mà làm Nay người là cố Thái Thạnh Quận Vương Chính là con của đức Hiến Tổ Chương Hoàng Đế. |

## Gia quyến
Quận vương Hồng Phó được ban cho bộ chữ Cân (斤) để đặt tên cho các con cháu trong phòng. Tự Đức năm thứ 35 (1882), vua cho phòng của Thái Thạnh công Hồng Phó đặt tên đổi theo bộ Mã (馬), do tên đặt theo bộ Cân nay đã hết, còn lại phần nhiều không phải chữ hay.

### Thê thiếp
Quận vương Hồng Phó có khá nhiều thiếp thất và nàng hầu. Dưới đây liệt kê tên của 4 bà:
- Trần Thị Mỹ (1836 – 1898), Nguyên cơ Phủ thiếp, chính thất[8].
- Phạm Thị Đào, xuất thân dân thường, con gái của Phạm Văn Huyên, quê ở phủ Thừa Thiên[11].
- Nguyễn Thị Cương, con gái của viên Anh danh Nguyễn Văn Kỷ, quê ở phủ Thừa Thiên[11].
- Nguyễn Hữu Thị Ấn, con gái của Bố chánh tỉnh Hải Dương đã bị cách chức là Nguyễn Hữu Khuê, quê ở phủ Thừa Thiên[11].

### Hậu duệ
Thái Thạnh Quận vương có tất cả 26 con trai và 29 con gái. Dưới đây liệt kê tên của một số người:
- Ưng Cận (hoặc Ngân) (1797 – ?), công tử thứ 3, mẹ là Nguyễn Thị Cương[12]. Ban đầu được tập tước, về sau phạm tội mà bị phế làm thứ dân[2].
- Ưng Thứ (1797 – ?), công tử thứ 6, mẹ là Phạm Thị Đào[11].
- Ưng Tân (1798 – ?), công tử thứ 8, mẹ là Nguyễn Hữu Thị Ấn[11]. Quá kế ở phòng An Phong Quận vương Hồng Bảo[1].
- Ưng Tứ (? – ?), không rõ mẹ, công tử thứ 12, ban đầu được phong Đức Bồ Đình hầu, sau tập phong Thái Thạnh Quận công.
- Ưng Thông (? – ?), không rõ mẹ, một trang phong lưu công tử nổi tiếng với tài chơi đàn, là thân phụ của nhạc sư Bửu Lộc[13].
- Ưng Thứ (? – ?), không rõ mẹ[8].